# Eberstein (Caríntia)
Eberstein é um município da Áustria localizado no distrito de Sankt Veit an der Glan, no estado de Caríntia.